# Seder Gábor
Seder Gábor (Beregszász, Ukrán SZSZK, Szovjetunió, 1971. szeptember 29. –) kárpátaljai születésű magyar színész, szinkronszínész.

## Élete
1971-ben született az akkor a Szovjetunióhoz (ma Ukrajnához) tartozó kárpátaljai Beregszászon, 
A Magyar Rádió Gyerekkórusában énekelt, míg lehetett, azt követően a technikum mellett játszott a Harlekin Színpad kereteiben. A minősítő vizsgái után a Gór Nagy Mária Színitanoda, majd az Arany János Színház Stúdió tanulója volt. Játszott a Független Színpadon, Kecskeméten, a budapesti Kamara Színházban. Most leginkább szinkronizál. Rengeteg filmben, rajzfilmben, animében szinkronizált, a hangja lehetővé teszi más fajta szereplők szinkronizálását is.

## Színházi szerepei
- Oscar Wilde: Bunbury, avagy hazudj igazat! (Jack) (2006)
- Gyarmathy István: Király történet (2003)
- Romain Weingarten: A nyár (Simon) (2003)
- Harsányi Gábor: www.csalad az interneten.hu (Péter, az angoltanár) (2003)
- Albert Péter: Szegény ember gazdagsága (Magyari Mihály)

## Filmszerepei
- Barátok közt (kórházi orvos) (2019)

## Szinkronszerepei
- Jégvarázs 1-2.: Olaf - Josh Gad
- CSI: A helyszínelők: Warrick Brown - Gary Dourdan
- McLeod lányai: Brett 'Brick' Buchanon - Fletcher Humphrys
- A szerelem ösvényei: Paco/Pablo Rivera - Rafael Amaya
- A házasság buktatói: Kerem - Görkem Mertsöz
- Vadmacska: Julio Aldama/Rodrigo - Silvestre Ramos/Charlie Massó
- Dawson és a haverok: Jack McPhee - Kerr Smith
- Buffy, a vámpírok réme: Angel/Angelus - David Boreanaz (3. hang)
- Frasier – A dumagép: Niles Craine - David Hyde Pierce
- Eltűntnek nyilvánítva: Douglas Mastriani - Adam MacDonald
- Lökött lakótársak: Frankie Zito - Danny Nucci
- Ármány és szenvedély: Brady Black #3 - Kyle Lowder
- Pláza: Paolo Monti - Clemente Pernarella
- Szerelem hajó: John Morgan - Corey Parker
- Gyagyás család: Paco - Iván González
- Vadnyugati bűnvadászok: Chipper Dunn - Colby Johannson
- Gyilkos elmék: Dr. Spencer Reid - Matthew Gray Gubler
- A nagy házalakítás: Ed Sanders
- Lety, a csúnya lány: Saimon Torreblanca - Julio Mannino
- Holtak napja: Bud Crain - Stark Sands
- Big Time Rush: Kendall Knight - Kendall Schmidt
- Marina: José Luis Vázquez - Elias Alarcón
- Árva angyal (Cuidado Con el Ángel): Jesús More - Vicente
- Eva Luna: Francisco Conti - Harry Geithner
- Bosszúállók: Végtelen háború: Áspis Száj - Tom Vaughan-Lawlor
- Bosszúállók: Végjáték: Áspis Száj - Tom Vaughan-Lawlor
- Az élet és Tim: Tim
- A vadon bűvöletében: Themba Khumalo - Siyabonga Melongisi Shibe
- Otthonunk: Kane Phillips - Samuel Atwell
- Sleeper Cell - Terrorista csoport: Christian - Alex Nesic
- Sophie - a nem kívánt jegyesség: Hans Stallkamp - Mario Gallasch
- Szulejmán: Ahmed Pasa – Murat Tüzün / Rincon gróf / Perçem Aga / Mercan Aga – Saygın Soysal / Ferhat Ağa / Mervan Çavus
- Jake meg a dagi: Derek Mitchell - Alan Campbell
- Foyle háborúja: Theo Howard - David Tennant
- A parti őrség: Leading Seaman Josh ’ET’ Holiday - David Lyons
- Boomtown: Detective Daniel Ramos - Rick Gomez
- Szentek kórháza: Nelson Curtis - Paul Tassone
- A nevem Earl: Randy Hickey - Ethan Suplee
- Painkiller Jane: Riley Jensen - Sean Owen Roberts
- Soñadoras – Szerelmes álmodozók: Gerardo - Jan
- Veronica Mars: Sheriff Don Lamb - Michael Muhney
- A stúdió: Kenneth Parcell - Jack McBrayer
- Narancs, Minyon és Dartanyan: Rab 3, Zsiráf hangja
- Zack és Cody élete: Esteban - Adrian R’Mante
- Csimpilóták: III. Ham
- Harry Potter és a Tűz Serlege: Cedric Diggory - Robert Pattinson
- A sas
- Angry Birds – A film: Chuck - Josh Gad
- Family Guy: Glenn Quagmire - Seth MacFarlane
- Az ifjú Sheldon: Jeff Hodgkins atya - Matt Hobby
- Holnapután: J.D. - Austin Nichols
- Medicopter 117 – Légimentők: Légiforgalmi irányító
- A Mandalóri: Dr. Pershing - Omid Abtahi
- League of legends: IV. Jarvan

## Anime/rajzfilmszinkronok
- A Cleveland-show: Holt Rickter
- Agymanók: Majré
- Arthur: Mr. Ratburn
- Avatar: Aang legendája: Kuei, a Föld Királya
- Ben 10: Vadorzó, Csupakéz, Villámmanó, Gyémántfej, Penge, Szellem, Lánglovag, további idegenek
- Verdák: Boost
- Beyblade: Lee (Rai Chou)
- Bújj, bújj, szellem!: Miyoshita Reiichirou
- Devil May Cry - Démonvadászok (DVD-n): Dante
- DICE - A mentőcsapat: Marco Rocca
- Ed, Edd és Eddy: Rudi
- Family Guy: Glenn Quagmire
- Firka Villa: Ling-Ling
- Fullmetal Alchemist: Irigy
- Futurama: Bender
- GO Jetters: Glitch nagymester
- Gumball csodálatos világa: Richard Watterson (1. évad), Alan (1. évadban és 3. évadtól), Anti (1-2. évad), Jamie (1-2. évad), Zöld Maci
- Mixelek: Zaptor, Slumbo, Lunk, Őrnagy
- Hupikék törpikék: Törpingáló
- InuYasha: Kagewaki Hitomi (21. - 22. epizód), Onigumo (69. - 70. epizód), Bunza (72. epizód)
- Mi lenne, ha...?: Áspis Száj, John Flynn
- Jégvarázs: Olaf - Josh Gad
- Korra legendája: Shiro Shinobi
- Laserhawk kapitány: Egy Blood Dragon-történet - Rayman
- László tábor: László
- Madagaszkár: Melman
- A Madagaszkár pingvinjei: Fújlyuk doktor
- Megaman NT Warrior: Iceman
- Hősakadémia: Hangszóró Mike
- Naruto (Animax szinkron változat): Gamakichi
- Naruto (Jetix szinkron változat): Morino Ibiki, Momocsi Zabuza
- Rontó Ralph: Tovabbi szinkronhangja
- Sonic X: Decoe
- Bosszúállók újra együtt: Justin Hammer
- Pókember elképesztő kalandjai: Dr. Court Connors (2. évadtól), Norman Osborn (64. résztől)
- T-Rex Expressz: Kalauz
- Thomas, a gőzmozdony (Minimax szinkron változat) (szinkronos) : Henry - Keith Wickham (Egyesült Királyság) Kerry Shale (USA)
- Tini Nindzsa Teknőcök: Leonardo - Jason Biggs
- Tini titánok: Gubanc Tokióban: Cyborg
- Tokiói keresztapák : Anya
- Totál Dráma: A sziget fellázad : Mike
- Totál Dráma: All-Stars: Mike
- Transformers: Cybertron (Megamax szinkron változat): Ransack (Fosztogató), Brimstone (Hárpia), Sideways (Mellékút)
- Transformers: Robots in Disguise: Thunderhoof, Buzzstrike
- Tsubasa kapitány: Alberto, Karl-Heinz Schneider, Pierre
- Vadmacska-kommandó: Dren
- Végre otthon!: Oh
- Yu-Gi-Oh!: Kerekes Joey
- Yu-Gi-Oh! GX: Dr. Crowler
- Yu Yu Hakusho - A szellemfiú: Koenma
- Ölelörny Henry: Daddo
- Szezám utca: Grover
- Krétazóna: Craniacs
- Volt egyszer egy stúdió - Olaf - Josh Gad
- Szipi és Szuper - Morgó Gatyó - Brian Blessed

## Külső hivatkozások
- Seder Gábor a PORT.hu-n (magyarul)
- Seder Gábor az Internetes Szinkronadatbázisban (magyarul)
- Seder Gábor az Internet Movie Database-ben (angolul)